# Johannes Kaiser (velocista)
Johannes Kaiser (Düren, 27 febbraio 1936 – Zurigo, 17 dicembre 1996) è stato un velocista tedesco.

## Palmarès
| Anno                                              | Manifestazione  | Sede      | Evento  | Risultato | Prestazione | Note           |
| ------------------------------------------------- | --------------- | --------- | ------- | --------- | ----------- | -------------- |
| In rappresentanza della Germania Ovest            |                 |           |         |           |             |                |
| 1958                                              | Europei         | Stoccolma | 4×400 m | Argento   | 3'08"2      |                |
| In rappresentanza della Squadra Unificata Tedesca |                 |           |         |           |             |                |
| 1960                                              | Giochi olimpici | Roma      | 4×400 m | Argento   | 3'02"7      | Record europeo |